# Mind and Heart
"Mind and Heart" é uma canção da cantora brasileira Lu Andrade. A faixa foi lançada como primeiro single oficial de sua carreira solo.

## Composição
A música foi composta em parceria com Bruna Caram,  "Eu mostrei essa música para o meu produtor na época, o Alexandre Fontanetti, e ele me perguntou se eu queria mostrar para uma cantora que ele havia produzido recentemente e que era muito talentosa, a Bruna Caram. Ela me mandou uma gravação no piano com uma parte linda que completava perfeitamente a ideia. Espero que seja nossa primeira parceria de muitas", disse Luciana. A faixa foi produzida e mixada por Renato Patriarca em 2012.

## Vídeo musical
Com edição e direção de João Parisi, o videoclipe foi gravado no Oxford studio em abril de 2013 e no studio midas em novembro de 2012. O videoclipe foi lançado no canal oficial da cantora no youtube no dia 16 de maio de 2013.

## Divulgação
Em 24 de dezembro de 2012 Luciana lança seu primeiro single oficial, "Mind and Heart", que recebeu promoção em diversos programas de televisão, incluindo Todo Seu, Leão Lobo Visita e Jornal da Record News, além dos regionais Brasil Ideal e Tá Ligado, de emissoras do interior paulista.

## Faixas e formatos
| Download digital |                  |         |  |
| N.º              | Título           | Duração |  |
| 1.               | "Mind and Heart" | 4:10    |  |

## Histórico de lançamento
| Região | Data                   | Formato(s)       |
| ------ | ---------------------- | ---------------- |
| Brasil | 24 de dezembro de 2012 | Download digital |